# Byron Castillo
Byron David Castillo Segura (General Villamil, Ecuador; 10 de noviembre de 1998) es un futbolista ecuatoriano. Juega de defensa y su equipo actual es Barcelona Sporting Club de la Serie A de Ecuador.

## Trayectoria

### Club Sport Norteamérica
Se inició en las inferiores del Club Sport Norte América, estuvo hasta la sub-20 y no lograría debutar en el primer equipo. El 8 de mayo de 2015 fue fichado por Emelec, aunque 2 meses después (el 8 de julio del mismo año), fue desvinculado del conjunto millonario porque no superó los filtros que el Club tenía implementados sobre los integrantes de su plantel, por lo que volvería al Norte América. En 2015 tuvo un breve paso por Deportivo Azogues de la Serie B de Ecuador donde anotó un gol. Fue considerado por la prensa como uno de los futbolistas ecuatorianos con mayor proyección.

### Sociedad Deportiva Aucas
Para el 2016 ficharía por Aucas en calidad de préstamo. Debutó en febrero de ese mismo año frente a Fuerza Amarilla. Sus buenas actuaciones con el conjunto oriental despertaría el interés de varios clubes. Dejaría un registro de 24 partidos y 1 gol. Al final del 2016 dejaría Aucas y regresaría al Norte América al concluir su préstamo.

### Barcelona Sporting Club
En marzo del 2017 se haría oficial su fichaje por Barcelona Sporting Club, comenzaría jugando en las inferiores del cuadro canario. Para el 2018 sería ascendido al primer equipo. Debutó con el primer equipo de Barcelona el 17 de febrero de 2018 en la victoria 1-0 frente a Técnico Universitario.
Marco su primer gol en 4 de noviembre de 2018 en la victoria 3-1 frente a su ex equipo Aucas.
En el año 2020 se convierte en pieza fundamental del equipo, teniendo una gran participación en el Campeonato Ecuatoriano Serie A, del cual lograría coronarse campeón.
En el año 2021, fue uno de los jugadores más importantes de su equipo, llegando a semifinales de la Copa Libertadores 2021.  
El 10 de julio del mismo año fue condecorado por llegar a los 100 partidos con Barcelona. Además se anunció su renovación con los toreros hasta el 2025.

Castillo es uno de los mejores jugadores de Barcelona SC y del campeonato ecuatoriano. Sus grandes despliegues por la banda diestra, jugando como lateral o como ofensivo, son una verdadera pesadilla para sus rivales, a lo que se añade su gran capacidad pulmonar para correr con la misma intensidad durante los 90 minutos reglamentarios. En la temporada 2021 lleva disputados ocho partidos de nueve posibles en la LigaPro y uno en Copa Libertadores; en todos arrancó como titular. Ha marcado dos goles y también ha asistido en dos ocasiones. Ante Santos fue uno de los más destacados, y nubló por completo al habilidoso venezolano Yeferson Soteldo, el 10 del Peixe.

El Universo (23 de abril de 2021).

### Club León
El 6 de junio de 2022 firmó un contrato con el Grupo Pachuca y fue oficialmente presentado en el Club León el 10 de junio. Debutó con el León el 3 de julio y jugó 23 partidos en la temporada 2022-23, anotando un gol. Aunque mostró habilidades defensivas y fue valorado por su capacidad para adaptarse al equipo, su desempeño no siempre fue consistente. Fue criticado en algunos partidos, como en un amistoso contra el América el 22 de junio de 2022, donde el León perdió 5-2. Dejó el León para unirse al Pachuca en junio de 2023.

### Club Pachuca
El 16 de junio de 2023 fue presentado como refuerzo del Club de Fútbol Pachuca para el Torneo Apertura 2023. Sin embargo, su rendimiento no cumplió con las expectativas. Aunque mostró solidez en defensa, su aporte ofensivo fue limitado, registrando apenas un gol y dos asistencias en total. Su participación en el torneo fue escasa, y debido a su bajo desempeño, el club consideró su salida.

### Peñarol
El 3 de enero de 2024 fue contratado por Peñarol de Uruguay, pero su desempeño fue irregular. Disputó 15 partidos sin anotar goles ni registrar asistencias. Una lesión muscular sufrida el 9 de marzo de 2024, durante el partido contra Cerro, lo alejó de las canchas durante 38 días, lo que afectó su continuidad en el equipo.Aunque Peñarol se coronó campeón del Torneo Apertura de forma invicta, Castillo dejó el club en junio de 2024, cuando el Grupo Pachuca interrumpió su préstamo y lo cedió al Barcelona Sporting Club de Ecuador hasta junio de 2025, con opción de compra. Su salida respondió a su escasa participación y al interés del club en liberar cupos para jugadores extranjeros.

### Retorno a Barcelona SC
Castillo regresó a Barcelona SC el 5 de julio de 2024, tras dos años jugando en México y Uruguay. Su contrato fue por un año, con opción de compra al final del período.

## Selección nacional

### Categorías inferiores
Fue el capitán de la selección sub-17 de Ecuador, disputando el Campeonato Sudamericano de Fútbol Sub-17 de 2015 que se realizó en Paraguay, quedando subcampeones y clasificando a la Copa Mundial sub-17 que se realizó en Chile. En aquel torneo llegarían hasta los cuartos de final.
También fue parte de la selección sub-20 de Ecuador, aunque la FEF lo separó del equipo horas antes de debutar en el Campeonato Sudamericano Sub-20 de 2017 al tener indicios de una supuesta adulteración de identidad.

#### Participaciones en Sudamericanos
| Campeonato                  | Sede     | Resultado    | Partidos | Goles |
| --------------------------- | -------- | ------------ | -------- | ----- |
| Sudamericano Sub-17 de 2015 | Paraguay | Tercer lugar | 9        | 0     |
| Sudamericano Sub-20 de 2017 | Ecuador  | Subcampeón   | 0        | 0     |

#### Participaciones en Copas del Mundo
| Campeonato                  | Sede  | Resultado        | Partidos | Goles |
| --------------------------- | ----- | ---------------- | -------- | ----- |
| Copa Mundial Sub-17 de 2015 | Chile | Cuartos de final | 5        | 0     |

### Selección absoluta
Al ratificarse su nacionalidad ecuatoriana, sería convocado para disputar la triple fecha de septiembre de 2021, correspondiente a Eliminatorias a Catar 2022, frente a Paraguay, Chile y Uruguay. Debutó el 2 de septiembre en la victoria 2-0 frente a Paraguay. 
En octubre fue convocado para la triple fecha, frente a Bolivia, Venezuela y Colombia, aunque tuvo que abandonar la convocatoria, ya que salió lesionado en el encuentro frente a Bolivia. Más tarde en su reemplazo sería convocado José Hurtado.  
El 24 de marzo de 2022, lograría la clasificación a la Copa Mundial de Catar 2022, tras ser derrotados 3-1 por Paraguay, sin que este resultado negativo interfiera. Debido a la resolución del TAS, y para evitar problemas legales, la selección de Ecuador excluyó a Castillo de la lista final de convocados para Catar 2022.

#### Participaciones en eliminatorias
| Eliminatorias      | Sede            | Resultado   | Partidos | Goles | Asistencias |
| ------------------ | --------------- | ----------- | -------- | ----- | ----------- |
| Eliminatorias 2022 | América del Sur | Clasificado | 8        | 0     | 1           |

### Partidos internacionales
Actualizado al último partido disputado el 12 de noviembre de 2022.
| \| N.° \| Fecha \| Ciudad \| Rival \| Resultado \| Resultado \| Competencia \| \| --- \| ------------------------ \| --------------- \| -------------- \| --------- \| --------- \| ----------------------------------- \| \| 1. \| 2 de septiembre de 2021 \| Quito \| Paraguay \| 2-0 \| Victoria \| Eliminatorias al Mundial Catar 2022 \| \| 2. \| 5 de septiembre de 2021 \| Quito \| Chile \| 0-0 \| Empate \| Eliminatorias al Mundial Catar 2022 \| \| 3. \| 9 de septiembre de 2021 \| Montevideo \| Uruguay \| 0-1 \| Derrota \| Eliminatorias al Mundial Catar 2022 \| \| 4. \| 7 de octubre de 2021 \| Guayaquil \| Bolivia \| 3-0 \| Victoria \| Eliminatorias al Mundial Catar 2022 \| \| 5. \| 11 de noviembre de 2021 \| Quito \| Venezuela \| 1-0 \| Victoria \| Eliminatorias al Mundial Catar 2022 \| \| 6. \| 16 de noviembre de 2021 \| Santiago \| Chile \| 2-0 \| Victoria \| Eliminatorias al Mundial Catar 2022 \| \| 7. \| 24 de marzo de 2022 \| Ciudad del Este \| Paraguay \| 1-3 \| Derrota \| Eliminatorias al Mundial Catar 2022 \| \| 8. \| 29 de marzo de 2022 \| Guayaquil \| Argentina \| 1-1 \| Empate \| Eliminatorias al Mundial Catar 2022 \| \| 9. \| 2 de junio de 2022 \| Harrison \| Nigeria \| 1-0 \| Victoria \| Amistoso \| \| 10. \| 11 de junio de 2022 \| Fort Lauderdale \| Cabo Verde \| 1-0 \| Victoria \| Amistoso \| \| 11. \| 23 de septiembre de 2022 \| Murcia \| Arabia Saudita \| 0-0 \| Empate \| Amistoso \| \| 12. \| 27 de septiembre de 2022 \| Düsseldorf \| Japón \| 0-0 \| Empate \| Amistoso \| \| 13. \| 12 de noviembre de 2022 \| Madrid \| Irak \| 0-0 \| Empate \| Amistoso \| |                          |                 |                |           |           |                                     |
| N.° | Fecha                    | Ciudad          | Rival          | Resultado | Resultado | Competencia                         |
| 1. | 2 de septiembre de 2021  | Quito           | Paraguay       | 2-0       | Victoria  | Eliminatorias al Mundial Catar 2022 |
| 2. | 5 de septiembre de 2021  | Quito           | Chile          | 0-0       | Empate    | Eliminatorias al Mundial Catar 2022 |
| 3. | 9 de septiembre de 2021  | Montevideo      | Uruguay        | 0-1       | Derrota   | Eliminatorias al Mundial Catar 2022 |
| 4. | 7 de octubre de 2021     | Guayaquil       | Bolivia        | 3-0       | Victoria  | Eliminatorias al Mundial Catar 2022 |
| 5. | 11 de noviembre de 2021  | Quito           | Venezuela      | 1-0       | Victoria  | Eliminatorias al Mundial Catar 2022 |
| 6. | 16 de noviembre de 2021  | Santiago        | Chile          | 2-0       | Victoria  | Eliminatorias al Mundial Catar 2022 |
| 7. | 24 de marzo de 2022      | Ciudad del Este | Paraguay       | 1-3       | Derrota   | Eliminatorias al Mundial Catar 2022 |
| 8. | 29 de marzo de 2022      | Guayaquil       | Argentina      | 1-1       | Empate    | Eliminatorias al Mundial Catar 2022 |
| 9. | 2 de junio de 2022       | Harrison        | Nigeria        | 1-0       | Victoria  | Amistoso                            |
| 10. | 11 de junio de 2022      | Fort Lauderdale | Cabo Verde     | 1-0       | Victoria  | Amistoso                            |
| 11. | 23 de septiembre de 2022 | Murcia          | Arabia Saudita | 0-0       | Empate    | Amistoso                            |
| 12. | 27 de septiembre de 2022 | Düsseldorf      | Japón          | 0-0       | Empate    | Amistoso                            |
| 13. | 12 de noviembre de 2022  | Madrid          | Irak           | 0-0       | Empate    | Amistoso                            |

## Estadísticas

### Clubes
Actualizado al último partido disputado el 17 de agosto de 2025.
| Club                          | Div.          | Temporada     | Liga  | Liga  | Copas nacionales | Copas nacionales | Copas internacionales | Copas internacionales | Total | Total |
| Club                          | Div.          | Temporada     | Part. | Goles | Part.            | Goles            | Part.                 | Goles                 | Part. | Goles |
| ----------------------------- | ------------- | ------------- | ----- | ----- | ---------------- | ---------------- | --------------------- | --------------------- | ----- | ----- |
| C. S. Norte América · Ecuador | 3.ª           | 2012          | 3     | 0     | —                | —                | —                     | —                     | 3     | 0     |
| C. S. Norte América · Ecuador | 3.ª           | 2013          | 0     | 0     | —                | —                | —                     | —                     | 0     | 0     |
| C. S. Norte América · Ecuador | 3.ª           | 2014          | 1     | 0     | —                | —                | —                     | —                     | 1     | 0     |
| C. S. Norte América · Ecuador | Total club    | Total club    | 4     | 0     | 0                | 0                | 0                     | 0                     | 4     | 0     |
| Deportivo Azogues · Ecuador   | 2.ª           | 2014          | 3     | 0     | —                | —                | —                     | —                     | 3     | 0     |
| Deportivo Azogues · Ecuador   | 2.ª           | 2015          | 5     | 1     | —                | —                | —                     | —                     | 5     | 1     |
| Deportivo Azogues · Ecuador   | Total club    | Total club    | 8     | 1     | 0                | 0                | 0                     | 0                     | 8     | 1     |
| S. D. Aucas · Ecuador         | 1.ª           | 2016          | 22    | 1     | —                | —                | 2                     | 0                     | 24    | 1     |
| S. D. Aucas · Ecuador         | Total club    | Total club    | 22    | 1     | 0                | 0                | 2                     | 0                     | 24    | 1     |
| Barcelona S. C. · Ecuador     | 1.ª           | 2017          | 1     | 0     | —                | —                | 0                     | 0                     | 1     | 0     |
| Barcelona S. C. · Ecuador     | 1.ª           | 2018          | 17    | 2     | 0                | 0                | 1                     | 0                     | 18    | 2     |
| Barcelona S. C. · Ecuador     | 1.ª           | 2019          | 18    | 1     | 6                | 0                | 2                     | 0                     | 26    | 1     |
| Barcelona S. C. · Ecuador     | 1.ª           | 2020          | 31    | 2     | 0                | 0                | 14                    | 1                     | 45    | 3     |
| Barcelona S. C. · Ecuador     | 1.ª           | 2021          | 21    | 3     | 2                | 0                | 12                    | 0                     | 35    | 3     |
| Barcelona S. C. · Ecuador     | 1.ª           | 2022          | 12    | 0     | 0                | 0                | 8                     | 0                     | 20    | 0     |
| Club León · México            | 1.ª           | 2022-23       | 23    | 1     | —                | —                | 3                     | 0                     | 26    | 1     |
| Club León · México            | Total club    | Total club    | 23    | 1     | 0                | 0                | 3                     | 0                     | 26    | 1     |
| C. F. Pachuca · México        | 1.ª           | 2023-24       | 10    | 0     | 1                | 0                | 1                     | 0                     | 12    | 0     |
| C. F. Pachuca · México        | Total club    | Total club    | 10    | 0     | 1                | 0                | 1                     | 0                     | 12    | 0     |
| C. A. Peñarol · Uruguay       | 1.ª           | 2024          | 10    | 0     | 3                | 0                | 2                     | 0                     | 15    | 0     |
| C. A. Peñarol · Uruguay       | Total club    | Total club    | 10    | 0     | 3                | 0                | 2                     | 0                     | 15    | 0     |
| Barcelona S. C. · Ecuador     | 1.ª           | 2024          | 14    | 0     | 0                | 0                | 2                     | 0                     | 16    | 0     |
| Barcelona S. C. · Ecuador     | 1.ª           | 2025          | 21    | 0     | 0                | 0                | 7                     | 0                     | 28    | 0     |
| Barcelona S. C. · Ecuador     | Total club    | Total club    | 135   | 8     | 8                | 0                | 46                    | 1                     | 189   | 9     |
| Total carrera                 | Total carrera | Total carrera | 212   | 11    | 12               | 0                | 54                    | 1                     | 278   | 12    |
| 1. 2.                         |               |               |       |       |                  |                  |                       |                       |       |       |

## Palmarés

### Campeonatos nacionales
| Título             | Club            | País    | Año  |
| ------------------ | --------------- | ------- | ---- |
| Serie A de Ecuador | Barcelona S. C. | Ecuador | 2020 |
| Torneo Apertura    | C.A. Peñarol    | Uruguay | 2024 |

### Campeonatos internacionales
| Título                           | Club      | Año  |
| -------------------------------- | --------- | ---- |
| Liga de Campeones de la Concacaf | Club León | 2023 |

### Distinciones individuales
| Distinción                       | Equipo          | País    | Año  |
| -------------------------------- | --------------- | ------- | ---- |
| 11 ideal de la Serie A           | Barcelona S. C. | Ecuador | 2020 |
| 100 partidos con Barcelona       | Barcelona S. C. | Ecuador | 2021 |
| 11 ideal de la Copa Libertadores | Barcelona S. C. | Ecuador | 2021 |
| Equipo Ideal de América          | Barcelona S. C. | Ecuador | 2021 |
| 11 ideal de la Serie A           | Barcelona S. C. | Ecuador | 2021 |
| Mejor futbolista nacional        | Barcelona S. C. | Ecuador | 2021 |

## Especulación sobre su nacionalidad
En 2017 se especulaba que su verdadera nacionalidad era colombiana y era originario de Tumaco, después de que se filtraran varias denuncias sobre que no era de nacionalidad ecuatoriana. Jaime Lara, un directivo de la FEF, llevó una investigación para determinar su verdadera nacionalidad. Sus indicios apuntaban a que había actuado como ecuatoriano con documentos falsos. Finalmente en 2021, se ratificó su nacionalidad ecuatoriana, después de que los jueces pertinentes negaron la apelación del Registro Civil.
En 2022, nuevamente salieron a la luz las sospechas sobre su nacionalidad, tras la culminación de las clasificatorias para Catar 2022, siendo presentada una denuncia ante la FIFA por la Federación de Fútbol de Chile y siendo el protagonista del Caso Byron Castillo. El 10 de junio de 2022, la FIFA mediante un comunicado desestimó la denuncia chilena. Pese a que en septiembre de ese año se difundió un audio en el que se escuchaba a Castillo decir que era oriundo de Colombia y que había nacido tres años antes que su fecha oficial de nacimiento, el mismo no fue aceptado como elemento de prueba. De ese modo, el Supremo Tribunal de Arbitraje (TAS) sancionó finalmente a Ecuador con la pérdida de 3 puntos para la eliminatoria del Mundial 2026 y al pago de una multa de 100 mil francos suizos.